# Бањани (Соколац)
Бањани (раније Бандин Оџак) је насељено мјесто у општини Соколац, Република Српска, БиХ. Према попису становништва из 1991. у насељу је живјело 43 становника.

## Географија
Насеље Бандин Оџак се налази на источној страни Гласиначког поља.

## Становништво
| Демографија | Демографија | Демографија |
| Година      | Становника  | Становника  |
| ----------- | ----------- | ----------- |
| 1991.       | 43          |             |